# آرنو لو لان
آرنو لو لان (انگلیسی: Arnaud Le Lan؛ زادهٔ ۲۲ مارس ۱۹۷۸) بازیکن فوتبال اهل فرانسه است که در پست مدافع بازی می‌کرد.
از باشگاه‌هایی که در آن بازی کرده‌است می‌توان به باشگاه فوتبال گنگام، باشگاه فوتبال رن، و باشگاه فوتبال لوریان اشاره کرد.
وی همچنین در تیم ملی فوتبال Brittany بازی کرده‌است.